# Kabinett Paschinjan I
Das erste Kabinett unter Premierminister Paschinjan war die Minderheitsregierung der Republik Armenien nach dem Rücktritt der von der HHK geführten Regierung im Zuge der Samtenen Revolution in Armenien 2018 und hatte vom 12. Mai 2018 bis zum 14. Januar 2019 Bestand.

## Zusammensetzung

### Premierminister
|  | Amt             |  | Name             | Partei                      |
|  | --------------- |  | ---------------- | --------------------------- |
|  | Premierminister |  | Nikol Paschinjan | Zivilvertrag (Bündnis Jelk) |

### Minister
|  | Amt                                                              |  | Name                                                                                              | Partei                                                                                 |
|  | ---------------------------------------------------------------- |  | ------------------------------------------------------------------------------------------------- | -------------------------------------------------------------------------------------- |
|  | Erster Vize-Premierminister                                      |  | Ararat Mirsojan                                                                                   | Zivilvertrag (Bündnis Jelk)                                                            |
|  | Vize-Premierminister                                             |  | Tigran Awinjan                                                                                    | Zivilvertrag (Bündnis Jelk)                                                            |
|  | Vize-Premierminister                                             |  | Mher Grigorjan                                                                                    | parteilos (Bündnis Zarukjan-Allianz)                                                   |
|  | Außenminister                                                    |  | Sohrab Mnazakanjan                                                                                | parteilos                                                                              |
|  | Umweltminister                                                   |  | Arthur Chatschatrjan (ab 12. Mai 2018 bis 3. Oktober 2018) Gegham Geworgjan (ab 16. Oktober 2018) | Chatschatrjan ARF / Geworgjan parteilos (?)                                            |
|  | Minister für Energieinfrastrukturen und natürliche Ressourcen    |  | Artur Grigorjan (ab 12. Mai 2018 bis 3. Oktober 2018) Garegin Baghramjan (ab 4. Oktober 2018)     | Grigorjan BHK (Bündnis Zarukjan-Allianz) / Baghramjan parteilos                        |
|  | Kultusministerin                                                 |  | Lilit Makunz                                                                                      | Liberale Partei Armeniens (Bündnis Jelk)                                               |
|  | Bildungs- und Wissenschaftsminister                              |  | Arajik Harutjunjan                                                                                | Zivilvertrag (Bündnis Jelk)                                                            |
|  | Minister für Sport und Jugend                                    |  | Lewon Wahradjan (ab 12. Mai 2018 bis 3. Oktober 2018) Gabriel Ghasarjan (ab 10. Oktober 2018)     | Wahradjan BHK (Bündnis Zarukjan-Allianz) / Ghasarjan parteilos                         |
|  | Wirtschaftsminister                                              |  | Arzwik Minasjan (ab 12. Mai 2018 bis 3. Oktober 2018) Tigran Chatschatrjan (ab 16. Oktober 2018)  | Minasjan ARF / Chatschatrjan parteilos (?)                                             |
|  | Finanzminister                                                   |  | Atom Dschandschughasjan                                                                           | parteilos                                                                              |
|  | Gesundheitsminister                                              |  | Arsen Torosjan                                                                                    | parteilos                                                                              |
|  | Verteidigungsminister                                            |  | Dawid Tonojan                                                                                     | parteilos                                                                              |
|  | Justizminister                                                   |  | Artak Sejnaljan                                                                                   | Republik (Bündnis Jelk)                                                                |
|  | Ministerin für Arbeit und Soziales                               |  | Mane Tandiljan                                                                                    | Leuchtendes Armenien (Bündnis Jelk)                                                    |
|  | Minister für Gebietsverwaltung und Infrastruktur                 |  | Suren Papikjan                                                                                    | Zivilvertrag (Bündnis Jelk)                                                            |
|  | Minister für Verkehr, Kommunikation und Informationstechnologien |  | Aschot Hakobjan (ab 12. Mai 2018 bis 3. Oktober 2018) Hakob Arschakjan (ab 4. Oktober 2018)       | Hakobjan parteilos (Bündnis Zarukjan-Allianz) / Arschakjan Zivilvertrag (Bündnis Jelk) |
|  | Katastrophenschutzminister                                       |  | Hratschja Rostomjan (ab 12. Mai 2018 bis 3. Oktober 2018) Feliks Zolakjan (ab 4. Oktober 2018)    | Rostomjan parteilos (Bündnis Zarukjan-Allianz) / Zolakjan parteilos                    |
|  | Diasporaminister                                                 |  | Mchitar Hajrapetjan                                                                               | Zivilvertrag (Bündnis Jelk)                                                            |